# Духова Алла Володимирівна
Алла Володимирівна Духова (29 листопада 1966 , Kosa, Kosinsky District, Perm Kraid, Пермська область ) — радянська і російська хореографка, засновниця та художня керівниця міжнародного балету «Тодес».

## Біографія
Народилася 29 листопада 1966 року у селі Коса Комі-Пермяцького автономного округу у родині вчителів Галини Володимирівни та Володимира Соломоновича Духових. 
Через рік сім'я переїхала до Риги, де жили дідусь і бабуся по лінії батька. Батько влаштувався працювати на Ризькому заводі мопедів, мати стала домогосподаркою.
Перше знайомство з хореографією відбулося в музичній школі, де годинами спостерігала за рухами в танцювальному класі, а вдома перед дзеркалом повторювала все, що запам'ятала. З 11-річного віку займалася в ансамблі народного танцю «Івушка» (художня керівниця і викладачка — Валентина Лайзане), де також працювали Юрій Шуркін, який прийшов до колективу з Державного ансамблю народного танцю Білорусії, і Едуард Дубовицький з Ризького хореографічного училища. Після закінчення школи була нетривала кар'єра танцюристки в цирку, що завершилася травмою щиколотки й майже роком відновлення.
Почавши викладати танець в піонерському таборі, запрошена до одного з ризьких палаців культури. Там у 16-річному віці зібрала свій перший жіночий колектив сучасної хореографії «Експеримент». Основу постановок становив джаз-модерн. На одному з фестивалів в Палангі дівчата з «Експерименту» познайомилися з хлопцями-брейкерами із Ленінграда, що носили назву «Тодес». З подачі директора концертного залу «Жовтневий», де в березні 1987 року обидва колективи виступили на одній сцені, народилася назва — балет «Тодес», а Духова була колегіально обрана художньою керівницею.
Виступила хореографкою вистави «Саломея» в Театрі Романа Віктюка, прем'єра якої відбулася у квітні 1998 року.
У 1998 році відкрила першу школу-студію балету в Москві, а у квітні 2014 року — постійний Театр танцю Алли Духової TODES, де є авторкою сценаріїв, режисеркою, балетмейстеркою і продюсеркою.

## Сім'я
- Син — Володимир (нар.. 1995)

- Онука — Софія (нар.. 2014)

- Син — Костянтин (нар.. 2002)[1]
- Молодша сестра — Діна, учасниця першого складу Todes, нині директорка студії Todes у Ризі[3].

## Примітка
1. 1 2 3 4  Биография Аллы Духовой. Архів оригіналу за 1 грудня 2017. Процитовано 24 травня 2021.
2. 1 2 3  Мемория. Алла Духова // Полит.ру : интернет-издание. — 2015. — Число 29. — 11. Архівовано з джерела 24 травня 2021. Процитовано 24 травня 2021.
3. 1 2 3  Бугрименко Оксана. Сделать шаг // Forbes : журнал. — 2014. — Число 3. — 6. Архівовано з джерела 24 травня 2021. Процитовано 24 травня 2021.
4. ↑  Саломея [Архівовано 24 травня 2021 у Wayback Machine.] // Театр Романа Віктюка